# Taba (Egypte)
Taba (Arabisch: طابا) is een kleine plaats op het schiereiland Sinaï aan de Golf van Akaba (Rode Zee). Het is de drukste grensovergang van Egypte met Israël. Aan de Israëlische kant van de grens ligt de badplaats Eilat. Het dorp bestaat vooral uit een grensovergang, controleposten en huisvesting van leger en politie. En zijn drie hotels en wat kleine winkeltjes, vaak horende bij een hotel. Het Hiltonhotel huisvest ook een casino.

## Toerisme
Taba is een populaire bestemming voor Egyptenaren en Israëliërs om op vakantie te gaan of voor een weekendje weg. Ook komen er Europese toeristen, die tevens verblijven in het 20 km zuidelijker gelegen toeristenoord Taba Heights. Het dorp ligt op 35 kilometer van het kleine Taba International Airport. De grote toeristenstad Sharm el Sheikh is ongeveer 3 uur rijden.

## Geschiedenis

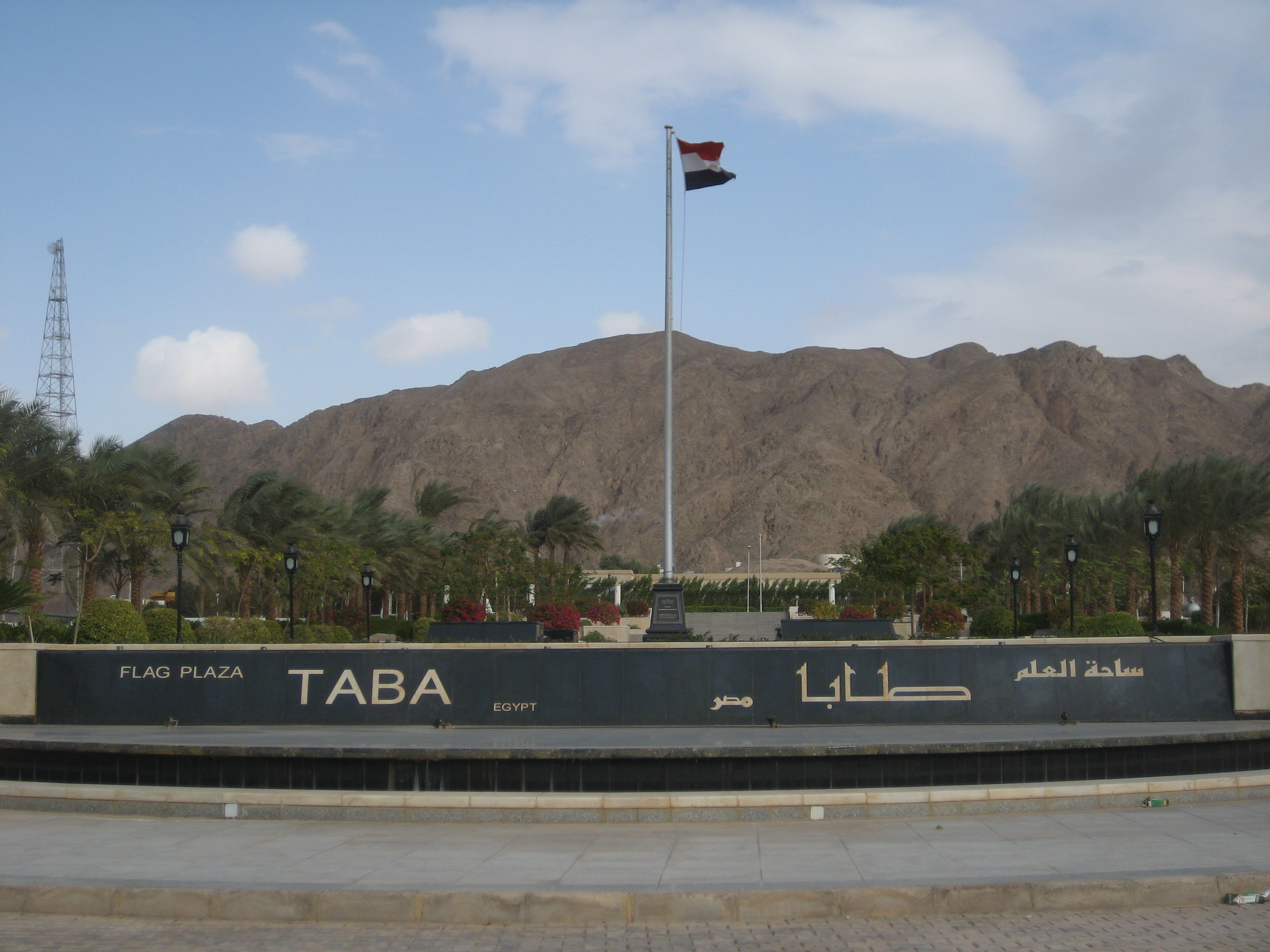
Het vlaggeplein, waar Hosni Mubarak de Egyptische vlag hees na de overdracht door Israël.

Taba is lange tijd onderwerp van twist geweest tussen Egypte en Israël. Gedurende de Suezcrisis in 1956 is het korte tijd bezet geweest door Israël, maar toen het Israëlische leger zich in 1957 terugtrok werd Taba teruggegeven aan Egypte. Israël bezette de Sinaï weer na de Zesdaagse Oorlog in 1967. Na de Yom-Kippur Oorlog in 1973 claimde Israël dat Taba volgens een overeenkomst uit 1906 hun toebehoorde. Het grootste deel van de Sinaï werd teruggegeven aan Egypte in 1982. Maar Taba bleef nog jaren onderwerp van discussie. Uiteindelijk oordeelde een commissie onder internationale druk in 1988 dat het grondgebied van Taba toebehoorde aan Egypte, waarna Israël in 1989 zich terugtrok uit de grensplaats.
In januari 2001 onderhandelden delegaties van de Palestijnse leider Yasser Arafat en de Israëlische premier Ehud Barak hier tevergeefs over een Israëlisch-Palestijnse vredesregeling. De leiders zelf waren niet aanwezig. De Israëlische voorstellen waren beter dan die van Camp David (juli 2000) vond Arafat. Hij wilde er verder op door onderhandelen, maar daar kwam het niet meer van, omdat Barak de verkiezingen verloor van Ariël Sharon.
Op 7 oktober 2004 vonden er aanslagen plaats in Taba. Het Hilton-hotel werd geraakt door een bom waarbij 34 mensen om het leven kwamen.